# Stefan Thylin
Stefan Thylin, född 4 oktober 1948, är en svensk sportjournalist. Thylin började på Arbetet och arbetade sedan på Aftonbladet. Idag arbetar han med krönikor på Svenska Fotbollförbundets webbplats. Han har skrivit flera böcker om IFK Göteborg. Under tidigt 1990-tal var han studioexpert på Tipsextra då det sändes i Sveriges television.